# Filarete
Antonio di Pietro Averlino ([anˈtɔːnjo di ˈpjɛːtro averˈliːno]; asi 1400 – c. 1469), také Averulino, známý jako Filarete ([filaˈrɛːte]; z řeckého φιλάρετος, což znamená milovník ctnosti), byl florentský renesanční architekt, sochař, medailista a teoretik umění. Známý je jeho návrh ideálního města Sforzinda, první renesanční ideální plán města.

## Život
Antonio di Pietro Averlino se narodil kolem roku 1400 ve Florencii, kde se pravděpodobně vyučil jako řemeslník. Zdroje naznačují, že pracoval ve Florencii pod italským malířem, architektem a životopiscem Lorenzem Ghibertim, který mu dal jeho jméno Filarete, což znamená milovník ctnosti (či dokonalosti). V polovině 15. století byl Filarete vykázán z Říma poté, co byl obviněn z pokusu ukrást hlavu Jana Křtitele, a přestěhoval se do Benátek a poté do Milána. Tam se stal knížecím stavitelem a pracoval na různých architektonických projektech po dobu patnácti let. Podle jeho životopisce Vasariho zemřel v Římě asi roku 1469.

## Dílo

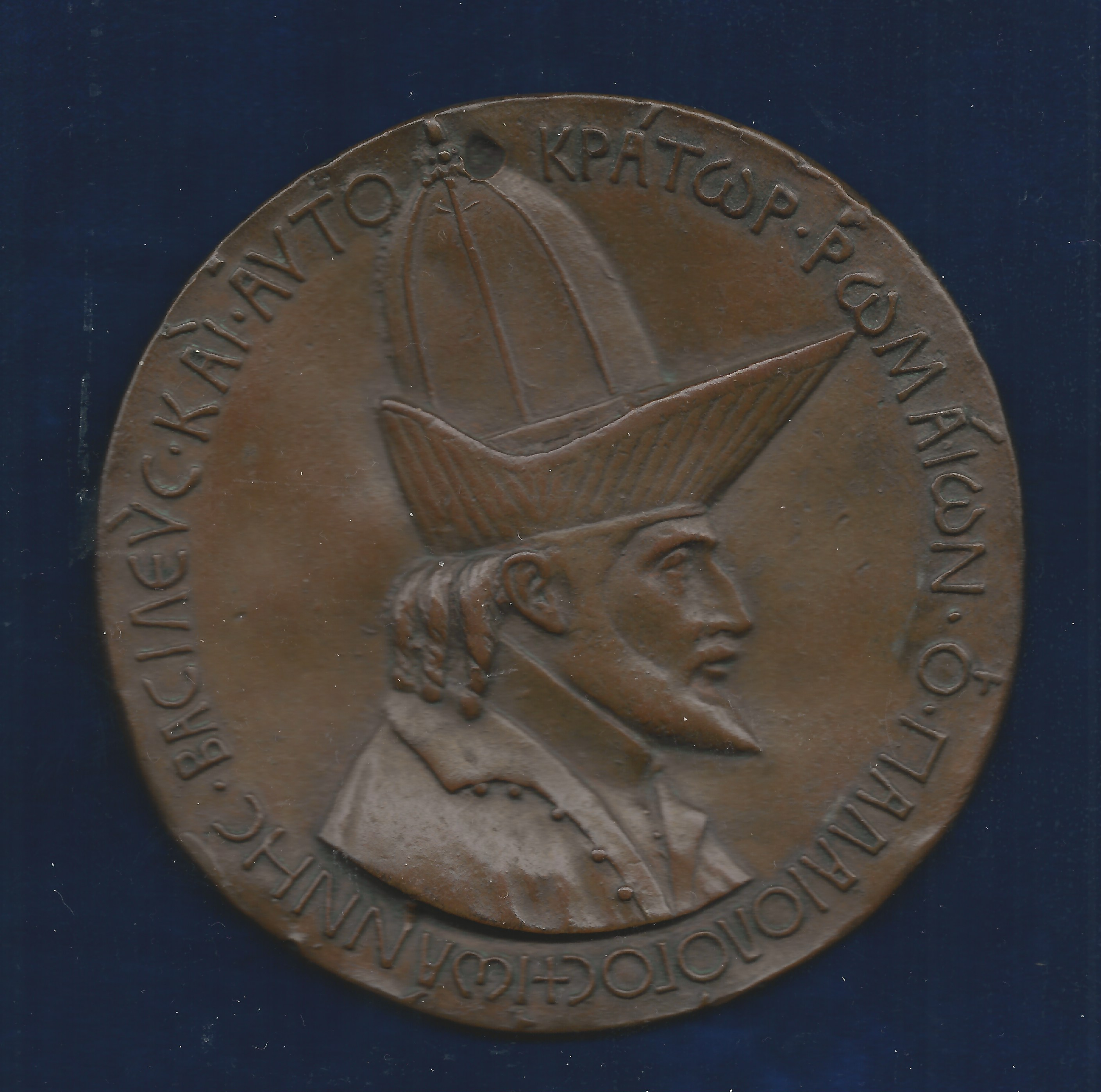
Kopie Filaretovy medaile zhotovené u příležitosti návštěva Jana VIII. Palaiologa, byzantského císaře, ve Florencii roku 1439.

### Bronzové dveře původní Basiliky sv. Petra
Papež Evžen IV. Filareta pověřil vytvořením bronzové hlavní brány původní Svatopetrské basiliky v Římě, která byla dokončena v roce 1445. Výroba brány trvala 12 let a i když byla vytvořena během renesance, vykazuje byzantské vlivy a středověká charakter. Někteří kritici poukazují na to, že dveře nabízejí pohled do Filaretovy mysli, "středověce složité a plní vzrušujících, ale ne zcela asimilovaných klasických nauk".

### Architektonické dílo

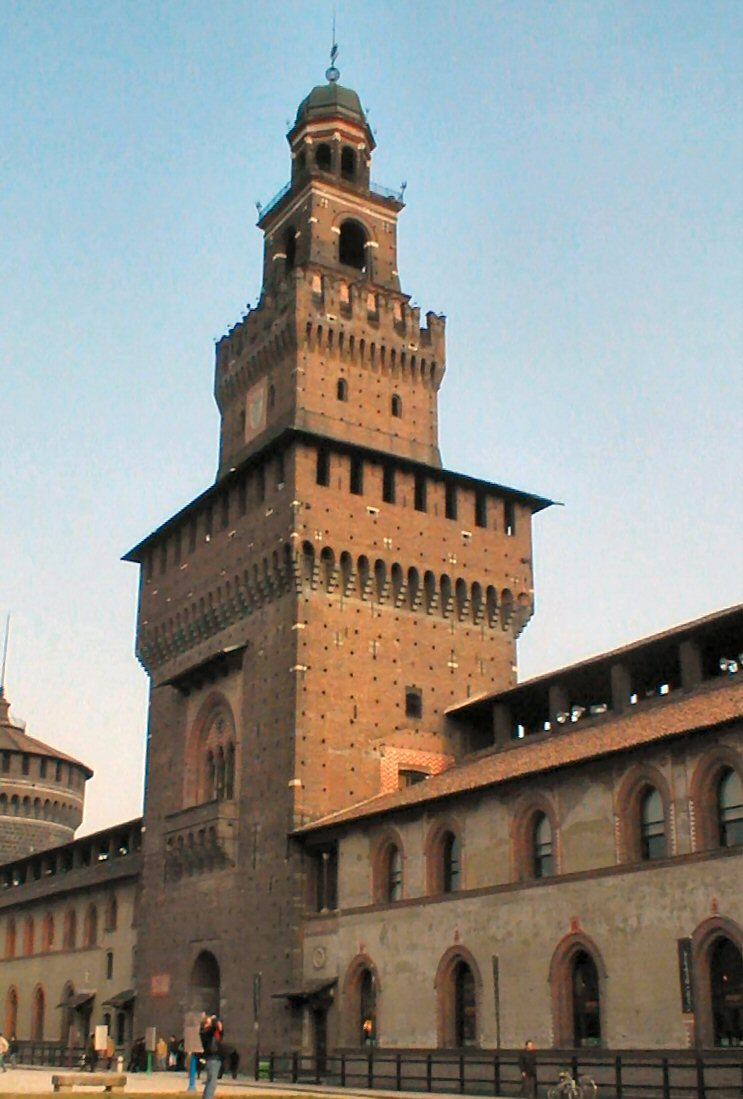
Milán

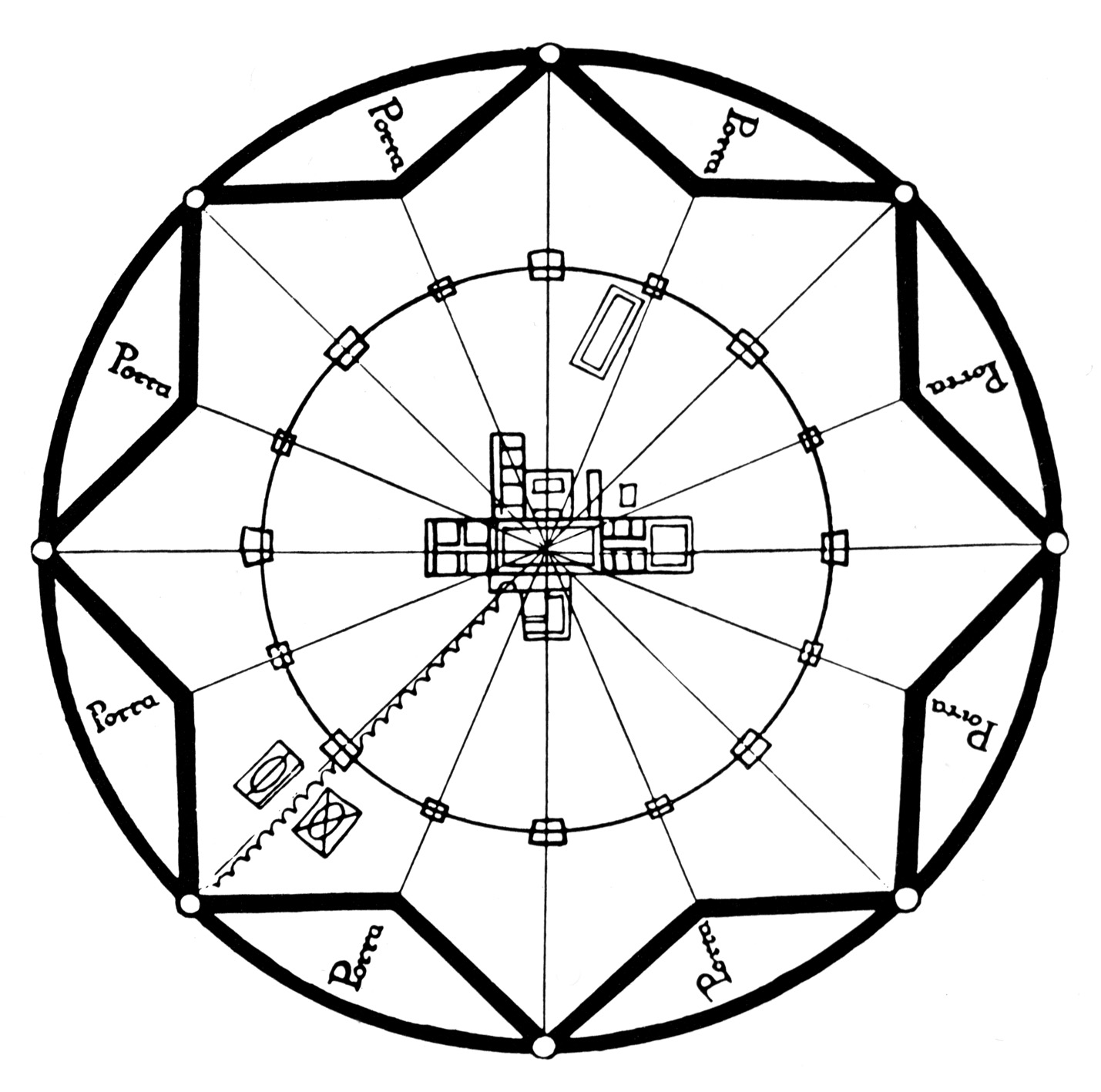
Filarete: Sforzinda

V Miláně Filarete postavil Ospedale Maggiore (asi 1456) špitál racionálně plánovaný na půdorysu kříže ve čtverci, s nemocničním kostelem ve středu. Některé z dochovaných úseků mnohokrát přestavěné budovy ukazují gotický detail řemeslných tradic milánského quattrocenta v rozporu s Filaretovým návrhme all'antica neboli "podle antiky". Filarete také pracoval na hradě Castello Sforzesco a na milánské katedrále.

### Filaretovo pojednání o architektuře a ideálním městě Sforzinda
Filarete dokončil svou významnou knihu o architektuře někdy kolem roku 1464,kdy o ní hovořil jako o své Libro architettonico (Architektonické knize). Ani on, ani jeho bezprostřední současníci ji nikdy nenazývali Trattato (Pojednání), ačkoli se tak dnes nazývá. Libro architettonico, která obsahuje dvacet pět částí, byla během renesance poměrně široce rozšířena v rukopisné podobě. Nejznámější a nejzachovalejší je bohatě ilustrovaný rukopis známý jako Codex Magliabechiano (pravděpodobně byl vypracován kolem r. 1465; nyní je v archivu Biblioteca Nazionale Centrale di Firenze). Skutečnost, že Codex Magliabechiano je věnován Pierovi de' Medici a byl zachován ve Florencii, naznačuje, že Filarete byl ve své rodné Florencii ctěn přes jeho věrnost Milánu. Kniha, která je psána jako fiktivní vyprávění, se skládá převážně z detailních popisů technických aspektů architektury (např. místo a výběr materiálu, výkres, stavební metody, a tak dále) a stálé polemiky proti gotice v severní Itálii, kterou Filarete nazývá "barbarský moderní styl." Filarete místo ní prosazuje použití klasických římských modelů.
Nejslavnější částí jeho knihy je plán Sforzindy, ideálního města pojmenovaného po Francescu Sforzovi, vévodovi z Milána. I když Sforzinda nebyla nikdy postavena, některé aspekty jeho návrhu jsou popsány velmi podrobně. Základní uspořádání města je osmicípá hvězda, vytvořená překrytím dvou čtverců tak, aby všechny rohy byly stejně vzdálené. Tento tvar je pak vepsán do ideálního kruhového vodního příkopu. Půdorys města pravděpodobně ukazuje Filaretův zájem o magii a astrologii. V souladu s dobovou představou o magické moci geometrie a zásadním významu astrologie, Filarete poskytuje, kromě praktických rad o materiálech, stavbě a opevnění, poznámky o tom, jak usmířit nebeské harmonie se Sforzindou. Jeho architektonické výkresy a ještě více jeho alegorické kresby na okrajích rukopisu Codex Magliabechianus - jako je alegorie ctnosti a alegorie rozumu a vůle - Filarete ukazuje pozoruhodnou znalost klasických zdrojů. Možná je znal také díky radám jeho přítela Francesca Filelfa da Tolentina, hlavního humanisty na dvoře v Miláně.
Plán Sforzindy byl navržen tak, že každý z vnějších bodů hvězdy tvořila věž, zatímco vnitřní úhly obsahovaly brány. Každá z bran byla vyústěním radiální ulice procházející přes tržiště specializované na určité zboží. Všechny cesty se nakonec sbíhají na velkém náměstí v centru města. Město mělo tři náměstí – jedno pro knížecí palác, jedno pro katedrálu a jedno pro hlavní tržiště. Protože renesance se hodně zabývala myšlenkou městských průplavů, ve Filaretově Sforzindě měla každá druhá ulice kanál pro nákladní dopravu. Systém kanálů byl také spojen s řekou, a tedy vnějším světem pro dovoz a vývoz zboží. Město také obsahovalo mnoho budov, včetně farností a oddělených škol pro chlapce a dívky. Příkladem budovy, která se objevuje v pojednání, je Dům Neřesti a Ctnosti, desetipodlažní stavba s nevěstincem dole a učenou akademií na vyšších podlažích. Filarete se hodně zabýval zastoupením neřestí a ctností a je možné, že jeho radiální návrh města byl inspirován Augustinovým Pozemským městem, jehož kruhový tvar byl rozdělen do sekcí, z nichž každá měla své vlastní neřesti a ctnosti.
Návrh Sforzindy může být zčásti přímou reakcí na italská města z doby středověku, neplánováně rostoucí, což znamenalo, že mohlo být těžké se v nich orientovat. Renesanční humanistický zájem o klasické texty také mohl podpořit zájem o geometrii městského půdorysu, například v Platónově popisu Atlantidy. Filaretův ideální plán měl odrážet společnost – ideální město mělo být  obrazem ideální společnosti, což je myšlenka typická pro humanistické názory převládající během vrcholné renesance. Renesanční ideální město vyjadřuje svou organizací centralizovanou moc panovníka, což těsně navazuje na Dantův názor, že lidem rasa je nejlépe pod monarchou. Lze tedy argumentoval, že forma tohoto ideálního renesančního města vznikla z napětí mezi vnímanou potřebu centralizované moci a možností vzniku tyranie.

## Vliv na architekturu a urbanismus
Filaretův plánu Sforzindy byl první ideální plán města v době renesance a důkladné vypracování jeho uspořádání ztělesňuje vyšší úroveň vědomého městského plánování, než jaká byla dosažena kdykoliv předtím. Navzdory mnoha odkazům na středověkou symboliku začleněných do plánu Sforzindy, se zásady urbanismu tohoto města staly archetypem humanistického plánování měst během vrcholné renesance. Pojednání vyvolalo zájem mnoha významných představitelů, jako byli Giangaleazzo Sforza a Piero de' Medici. Později, když Francesco di Giorgio a Leonardo da Vinci začali plánovat svá ideální města, tak si půjčovali nápady od Filareta.
Ačkoli nebyla nikdy vybudována, Sforzinda sloužila jako inspirace pro mnohé budoucí plány měst. Například v 16. století, renesanční vojenští inženýři a architekti propojovali Filaretovy ideální městské návrhy s obranným opevněním, které je odvozeno spíš od společensko-politické agendy. Toto pojetí kombinace ideálního a opevněného města se široce rozšířil po celé Evropě i mimo ni.